# Jiří Pauer
Jiří Pauer, né à Libušín, Tchécoslovaquie le 22 février 1919 et mort à Prague le 28 décembre 2007  est un compositeur, professeur et directeur musical tchèque.

## Biographie
Jiří Pauer naît dans une modeste famille de mineurs. À partir de 1938 jusqu'à la fin de la guerre, il est enseignant à l'école primaire. Pauer étudie d'abord en cours privés avec Otakar Šín jusqu'en 1950. Parallèlement, de 1943 à 1946, il étudie la thèorie et la composition au Conservatoire de Prague avec Alois Hába, l'instrumentation avec R. Karla, et enfin toujours en composition, avec Pavel Bořkovec à l'Académie de musique à Prague dont il est diplômé en 1948. Il enseigne de nombreuses années plus tard à l'Académie (1965–72 comme externe, et de 1972 à 1989 en tant que professeur).
Après la guerre, il cofonde l'école municipale de musique de Prague, où il enseigne entre 1945 et 1946. À partir de 1949, il travaille comme fonctionnaire officiel de gestionnaire dans diverses institutions publiques et culturelles. Entre 1953 et 1955 (puis de nouveau de 1965 à 1967), il est responsable du Théâtre national de Prague. De 1958 à 1980 il est le directeur artistique de l'Orchestre philharmonique tchèque et de 1979 à 1989, il est directeur du Théâtre National. Il a également été secrétaire de l'Union des compositeurs tchèques (1963–65) et directeur du Festival du Printemps de Prague.
Parmi ses élèves à l'Académie, figurent : le compositeur Jiří Gemrot, Hanus Barton, Pavel Jerabek, Miroslav Kubicka, Ladislav Kubik, Otomar Kvěch (en), Zbynek Matějů et Martin Smolka.

## Œuvres
Il compose de nombreuses œuvres, dont beaucoup se concentrent sur les divers instruments de cuivres de l'orchestre, des symphonies et autres pièces d'orchestre, un concerto pour cor et un concerto pour trompette, des pièces de musique de chambre et pour piano. Parmi ses œuvres vocales figurent cinq opéras et de nombreuses mélodies. Sa pièce la plus jouée est son Concerto pour basson (1949), interprété au disque, notamment par Karel Bidlo († 1992) sous la direction de Karel Ančerl.
Son opéra Zdravý nemocný, basée sur Le Malade imaginaire, de Molière est créé au Théâtre national de Prague le 22 mai 1970.

## Distinctions
- 1961 Prix d'État
- 1965 titre d'Artiste émérite
- 1969 Ordre du Travail
- 1979 titre d'Artiste National

## Œuvres (sélection)

### Musique instrumentale
- Concerto pour basson et orchestre, 1949
- Concerto pour cor et orchestre, 1957
- Quintette à vents, 1961
- 12 duos pour alto et violoncelle, 1969–1970
- Concert Music, 1971
- Concerto pour trompette et orchestre, 1972
- Trompetitna pour trompette et piano, 1972
- Trombonetta pour trombone et piano, 1974–1975
- Intrada pour 3 pianos, 3 trompette et 3 trombones, 1975
- Tubonetta pour tuba et piano, 1976
- Hymne pour le parti communiste, 1977
- Characters pour quintette de cuivres, 1977–1978
- 12 duos pour 2 trompettes (ou  cors), 1983
- Trio pour 3 cors, 1986

### Opéras
- Žvanivý Slimejš, opéra en un acte, 1949–50.
- Zuzana Vojířová, opéra en 5 scènes, 1954–57, rev. 1978, création à Prague en 1958 (première version), 1959 (seconde version) et à Liberec en 1960 (troisième version).
- Červená Karkulka [Le Petit Chaperon rouge], 1958–59, création à Olomouc en 1960. D'après le conte.
- Manželské kontrapunkty, 1960, rev. 1966, création à Ostrava en 1962 ; puis à Liberec en 1967 pour la seconde version.
- Zdravý nemocný [Le Malade imaginaire], 1965–68, création à Prague en 1970. D'après Molière.
- Labutí píseň [Le chant du cygne], 1973, création à Prague en 1974. D'après Anton Tchekhov.
- Strašidelný dů, 1988, création à Liberec en 1990.